# Азрекс
Азрекс (фр. Azereix) насеље је и општина у јужној Француској у региону Миди Пирене, у департману Горњи Пиринеји која припада префектури Тарб.
По подацима из 2011. године у општини је живело 1017 становника, а густина насељености је износила 66,91 становника/km². Општина се простире на површини од 15,2 km². Налази се на средњој надморској висини од 359 метара (максималној 463 m, а минималној 325 m).

## Демографија
| 1962. | 1968. | 1975. | 1982. | 1990. | 1999. | 2011. |
| ----- | ----- | ----- | ----- | ----- | ----- | ----- |
| 535   | 570   | 672   | 783   | 911   | 906   | 1.017 |

График промене броја становника у току последњих година